# Mondball
Mondball ist ein Begriff aus dem Tennis.
Er bezeichnet einen Ball, der in Richtung Himmel fliegt. Dies kann unbeabsichtigt durch Rahmentreffer (Außenkante des Tennisschlägers) zum Beispiel beim Return (Rückschlag) geschehen oder beabsichtigt durch einen sehr hohen defensiven Ball, mit dem das Tempo aus dem Spiel genommen werden soll. Diese, oft mit Topspin gespielten Mondbälle an die gegnerische Grundlinie sind schwer zurückzuspielen und können manchmal als Angriffsvorbereitung dienen. 
Ein Sonderfall des Mondballs ist der sogenannte Lob. Hierbei versucht der defensive Spieler den am Netz stehenden Angreifer zu überspielen, um so einen Punkt zu erreichen. Wird der Lob allerdings zu niedrig gespielt, kann der Gegner mit einem Schmetterball antworten. Wird der Lob zu hoch gespielt, kann ihn der Gegner durch Zurücklaufen noch erreichen.